# Ulcus
Ulcus (latin ulcus "byld") er et kronisk sår med ringe tilbøjelighed til heling. Ulcus opstår af indre årsager og ikke ved læsioner. Hvis såret er fremkaldt af ydre årsager, hedder det vulnus.
Ulceration er afledt af ulcus og betegner en kronisk sårdannelse på grund af en sygelig tilstand.